# Eldøya
Eldøya est une île de la commune de Moss,  dans le comté d'Østfold en Norvège.

## Description
L'île est située sur le bord oriental de l'Oslofjordextérieur, directement à l'ouest du village de Larkollen. Avec l'île voisine de Kollen au nord-est, Eldøya forme un port naturel protégé, ce qui a fait de Larkollen un mouillage précieux à l'époque des voiliers. 
Sur le point culminant de Vardeberget se trouvent les vestiges d'un tumulus de l'âge du bronze et d'un grand cairn. 
Un peu plus d'une dizaine de cottages sont disséminés le long de la côte est. Il y a aussi plusieurs jetées. Le promontoire sablonneux au nord-est de l'île est librement accessible et constitue un lieu de baignade populaire.

## Zones protégées
L'île entière se trouve dans la zone de conservation du paysage Eldøya-Sletter, qui a été créée en 1997.
La partie nord-ouest de l'île est également protégée en tant que réserve naturelle d'Eldøya depuis 2009, et pendant la saison de nidification des oiseaux de mer, il y a une interdiction absolue de circulation dans cette zone de réserve.